# Distichium
Distichium là một chi rêu trong họ Ditrichaceae.